# الليل قصير، سيري يا فتاة
الليل قصير، سيري يا فتاة (باليابانية: 夜は短し歩けよ乙女، بالروماجي: Yoru wa Mijikashi Aruke yo Otome) هو فيلم أنمي ياباني من إخراج ماساكي يواسا ومن إنتاج استوديو ساينز سارو، الفيلم مقتبس من "رواية الليل قصير، سيري يا فتاة" من تأليف توميهيكو موريمي ورسم يوسكي ناكامورا. عرض الفيلم في اليابان في 7 أبريل عام 2017.

## القصة
تدور أحدث القصة عن طالبة جامعية التي تخوض مع زميلتها في الجامعة مغامرة مذهلة أثناء استكشافهما الحياة الليلية في كيوتو.

## الأداء الصوتي
| الشخصية                         | الأداء الصوتي            |
| ------------------------------- | ------------------------ |
| الكبير في السن                  | غين هوشينو [الإنجليزية]  |
| الفتاة ذات الشعر الأسود         | كانا هانازاوا            |
| الرئيس التنفيذي لمهرجان المدرسة | هيروشي كاميا             |
| الزعيم صاحب السروال             | ريوجي أكياما (روبارت)    |
| سيتارو هيغوتشي                  | كازويا ناكاي             |
| هانوكي-سان                      | يوكو كايدا               |
| ذا غود أوف ذا أولد بوكز ماركت   | هيرويوكي يوشينو          |
| كيكو-سان                        | سيكو نيزوما [الإنجليزية] |
| نيسي-جوغاساكي                   | جونيتشي سوابي            |
| الأميرة داروما                  | آوي يوكي                 |
| جوني                            | نوبويوكي هياما           |
| تودو-سان                        | كازوهيرو ياماجي          |
| ريهاكو                          | موغيهيتو                 |

## وصلات خارجية
- الموقع الرسمي باللغة اليابانية
- الموقع الرسمي
- الموقع الرسمي
- الموقع الرسمي
- الليل قصير، سيري يا فتاة على موقع IMDb (الإنجليزية)
- الليل قصير، سيري يا فتاة على موقع ميتاكريتيك (الإنجليزية)
- الليل قصير، سيري يا فتاة على موقع روتن توميتوز (الإنجليزية)
- الليل قصير، سيري يا فتاة على موقع نتفليكس (الإنجليزية)
- الليل قصير، سيري يا فتاة على موقع ألو سيني (الفرنسية)
- الليل قصير، سيري يا فتاة على موقع بوكس أوفيس موجو (الإنجليزية)
- الليل قصير، سيري يا فتاة على موقع فيلمافينيتي (الإسبانية)
- الليل قصير، سيري يا فتاة على موقع قاعدة بيانات الفيلم (الإنجليزية)
- الليل قصير، سيري يا فتاة على موقع ليتربوكسد (الإنجليزية)
- الليل قصير، سيري يا فتاة على موقع كينوبويسك (الروسية)